# Antonio Pablo Honrubia y Rus

Antonio Pablo Honrubia y Rus (Úbeda, 25 de enero de 1786 - Guadix, 26 de enero de 1857) fue un compositor y maestro de capilla español.

## Vida
Antonio Pablo Honrubia y Rus nació en Úbeda, en la provincia de Jaén, hijo de una familia acomodada. Teniendo en cuenta el talento musical del hijo, los padres lo enviaron al Convento de Agustinos de Cádiz, que era conocido por sus excelentes músicos. En el Convento llegó a ser maestro de capilla y organista, y compuso sus primeros misereres y Te Deum. Posteriormente renunció a los hábitos y estudiaría con el maestro de capilla de la Colegiata de Santa María de Úbeda, Dionisio Rodríguez Lloveras, muy influenciado por los compositores italianos Giovanni Pergolesi y Domenico Cimarosa.
En octubre de 1809, con 23 años, se alistó voluntario en el regimiento de Voluntarios Distinguidos Infantería de Línea de Cádiz del que era coronel el rey Fernando VII. Permaneció allí hasta el fin de la Guerra de la Independencia en 1814, cuando Fernando VII disolvió el regimiento. El Rey le concedió el fuero militar y el privilegio de poder usar el uniforme de retirados. Sufrió persecución posteriormente por ser de ideología liberal y haber sido orador o periodista de las sociedades patrióticas de Priego (Córdoba).
Honrubia se dispuso a encontrar un cargo de músico en las catedrales y colegiatas españolas. Primero se presentó para organista de la Colegiata de Antequera, oposiciones en las que quedó segundo. También se presentó a las oposiciones para el magisterio de la Catedral de Las Palmas de Gran Canaria, que ganó y a la que renunció, caso de Canarias por la gran distancia a la península. Opositó a las organistías de la Capilla del Salvador y la Catedral de Jaén. Fue organista de las catedrales de Cádiz y Baeza. También rechazó una propuesta para ir a París.
En 1824 se presentó a las oposiciones al magisterio de la Catedral de Guadix, en la que se enfrentó a Santiago Aguirre, organista primero de la Catedral de Jaén. Ganó las oposiciones Honrubia, que en ese momento ya estaba casado, por tres votos frente a uno. El cabildo lo contrató para resolver los problemas de la capilla, en la que había grandes desavenencias y enfrentamientos, confeccionando un nuevo reglamento de diez puntos. Sin embargo, las disputas entre el maestro y los músicos de la capilla comenzaron de inmediato y las desavenencias llegaron al punto en que los músicos sabotearon activamente unos ensayos rompiendo la viola o estropeando adrede un violín. Honrubia atribuía las hostilidades a que era seglar, pero su ideología influyó sin duda: el maestro y el músico realista Miguel Fernández reprodujeron a pequeña escala la lucha que se estaba produciendo en la sociedad española en la época, constitucionalistas contra absolutistas. La disputa llegó a su extremo en septiembre de 1826, cuando Honrubia fue denunciado por realizar algunas manifestaciones escandalosas. El cabildo abrió un expediente y a pesar de que admitió no tener pruebas, lo arrestó en la cárcel de la Tercia. Debido a la falta de pruebas, el obispo Juan José Cordón influyó en el tribunal eclesiástico para que lo pusiese en libertad.
Aprovechando su fuero militar, en una ocasión se dirigió al Patriarca de España e Indias, Nuncio de Su Santidad, Antonio Allué y Sessé, para solicitarle una vista con el papa León XII, ya que tenía «un asunto importantísimo para el bien de la Santa Iglesia universal y de sus Reinos Católicos», aunque previamente tenía que obtener la aprobación de la Corona, al que daría noticias «muy grat[a]s y de gran importancia para la Corona». El nuncio solicitó al cabildo información sobre Honrubia y el cabildo respondió, entre otras cosas, que el maestro «estaba loco» y la petición debía ser desestimada. El nuncio, a pesar de creer que el maestro estaba «muy cuerdo», le indicó que debía usar el camino ordinario a través del Vicario General del Obispado. Nunca se llegó a saber de que se trataba el asunto, ya que Honrubia insistía en que «dada la urgencia no era posible ni prudente el que semejantes temas se manifestaran con antelación y aportando documentos».
Con el nombramiento en 1828 de José de Uraga como nuevo obispo de Guadix, se inició una nueva etapa en la capilla de música. Con ocasión de un nuevo pelito de los músicos en los tribunales civiles, el obispo decidió que el asunto debía tratarse en los tribunales eclesiásticos, decidiendo él mismo. Amenazó a los músicos con expulsión si en 24 horas no había retirado pelito del tribuna civil, por lo que estos aceptaron las indicaciones del obispo, a excepción de Honrubia, que insistía en que su asunto no tenía nada que ver con los músicos. El cabildo consideró su respuesta al obispo como desobediencia y desacato, considerándolo «persona sin juicio, loco, indecente y fanático», por lo que se decidió dedicar sus esfuerzos en expulsarlo del cargo. El proceso se inició en 1829 y la primera acción de la Cámara Real fue emitir una Orden Real por la que se obligaba al cabildo a readmitir al maestro durante el pleito, independientemente del resultado que pudiese tener, considerando injusto el tratamiento al maestro. El cabildo ignoró la orden y en 1831 se emitió una segunda Real Orden insistiendo en que se le restituyera la plaza, bajo amenaza de multa de mil ducados al capitular que se resistiera. tras cuatro años de pleito y con 47 años, Honrubia envió un memorial al deán. El cabildo aceptó la propuesta del maestro.

[...] que deseando poner fin al pleito [...] propone que está decidido a desempeñar la plaza de organista 1º que se halla vacante [...] como si la hubiera obtenido por oposición, siempre que se le asigne su renta perpetua de 400 ducados y 30 fanegas de trigo y que si alguna vez el Cabildo se plantease la validez de este cambio, él pueda volver sin entablar pleito alguno al Magisterio de Capilla.
Memorial de Antonio Pablo Honrubia y Rus, 26 de Marzo de 1833

En 1830, estando todavía expulsado, se presentó sin éxito a las oposiciones al magisterio de la Real Capilla de Madrid, que sería evaluada por Francisco Javier Gibert, maestro de capilla del Monasterio de las Descalzas Reales, junto con Alfonso Lidón, organista de la Capilla Real, y Lorenzo Nielfa, maestro de capilla de la Real Encarnación de Madrid. La importancia de las oposiciones viene dada por el numeroso y acreditado elenco de pretendientes al cargo que se presentaron:
- Francisco Olivares, presbítero organista de la Catedral de Salamanca;
- Francisco Andreví, presbítero maestro electo de la de Sevilla;
- Antonio Ibáñez, presbítero, maestro de la del Pilar de Zaragoza;
- Hilarión Eslava, subdiácono, maestro de la del Burgo de Osma;
- Indalecio Soriano Fuertes, secular, maestro de la de Murcia, que finalmente sería el ganador;
- Antonio Pablo Honrubia, secular, de la de Guadix;
- Ramón Carnicer, maestro y director de la ópera italiana en los teatros de la corte;
- Román Jiaieno, organista de la Real iglesia de San Isidro de Madrid;
- Alejo Mercé, profesor de música;
- Tomás Genovés, profesor de música;
- Jaime Nadal, profesor de música.

Ya mayor, tratando de mejorar su salario para su mujer y sus ocho hijos, siguió tratando de conseguir un cargo en la Capilla Real de Madrid o la de Granada, por lo que dejó Guadix. El cabildo revocó el decreto por el que se mantenía la plaza a los que partían, por lo que se iba a dar como vacante su plaza de primer organista. Honrubia escribió al cabildo, reclamándole que:

[...] ni leyes divinas ni humanas obligan al hombre a que trabaje sin darle de comer, ni menos imponerle pena porque deje de hacer lo imposible y sería una disyuntiva, la más dura, tener que ir a trabajar sin contar con la subsistencia y por lo tanto morir o perder una propiedad y la esperanza de algún día poder vivir mejor [...]

En 1845, ya sexagenario, regresó a Guadix desde Granada, con el cargo de primer organista, aunque él se consideraba maestro de capilla. En verano de 1849 todavía escribía a la Corona para solicitarle un cargo por los días de vida que le quedan. En esta situación, en 1852, llegó el nuevo obispo Juan José Arbolí y Acaso, al que Honrubia enseguida reclamó su caso. El nuevo obispo, tras revisar el expediente, consideró que el maestro había sido tratado de forma injusta y que se le debía restituir en su cargo de maestro de capilla.

Es deber nuestro que se repare sin más dilación el agravio causado por tantos años a ese dependiente de esta Santa Iglesia y, aunque ha venido ante mi autoridad a implorar auxilio, sin embargo deseo que sea el Cabildo quien otorgue a ese desgraciado dependiente suyo la satisfacción que se le debe de justicia y que por tantos años ha reclamado en vano para que su agradecimiento recaiga sobre el Cabildo [...]

El maestro Honrubia solo pudo disfrutar de su cargo cuatro años, ya que fallecía en Guadix el 26 de enero de 1856. Su amigo Torcuato Tárrago y Mateos escribía desde Madrid:

Después de tantas pruebas, de tantos triunfos, de tantos esfuerzos, don Antonio Pablo Honrubia toca al extremo de su vida sin que nadie recuerde que es uno de nuestros más sobresalientes compositores. Nosotros, guiados por un sentimiento de patriotismo, de amor hacia el genio infortunado queremos dejar escrito algún reflejo de su existencia, para que mañana pueda apreciarse su memoria. Escondido en la santa sombra de la Catedral de Guadix, aún todavía la llena de improvisaciones magníficas. Aún todavía queda en sus ojos la llama del entusiasmo, en su mente la luz de la inspiración. Sus manos acostumbradas al teclado pasan sobre él sin que la cabeza tome parte en aquella improvisación extraña. Sacerdote del arte admira sus adelantos: como viejo reverencia lo antiguo, pero aplaude lo nuevo, sentado en el banquillo del órgano espera y no sabe qué. Este es el privilegio del artista: el sueño, la ilusión. El nuestro, el haber escrito algo de su talento, de su vida y cercar sus sienes rodeadas por una aureola del genio de la música.

## Obra
Una de sus obras más conocidas fue una Misa solemne regia, dedicada a la reina regente María Cristina. La misa fue ejecutada en la Capilla Real el domingo de Resurrección, recibiendo excelentes críticas de la prensa, de la corte e incluso de la reina. También compuso varios himnos dedicados a Isabel II con los que intentaba ganarse el favor de la Corona. Además compuso un Stabat Mater elogiado por la prensa e interpretado en el Monasterio de la Encarnación de Madrid. Incluso realizó un a ópera, Tirano de Francia.
En Guadix destacan dos misas a cuatro voces y coro; un salmo Dixit Dominus a cuatro voces; un salmo Beatus vir a solo y cuatro voces; un salmo Laudate Dominum a solo y cuatro voces; Magnificat; Miserere, O magnum mysterium a cinco voces; responsorios de Navidad, Venid infants a cuatro voces; dos villancicos de Reyes, Ego sum panis vivus a tres voces, y Panis angelicus a cuatro voces; entre otras obras.